# Phrynonax
Phrynonax is een geslacht van slangen uit de familie toornslangachtigen (Colubridae) en de onderfamilie Colubrinae.

## Naam en indeling
De wetenschappelijke naam van de groep werd voor het eerst voorgesteld door Edward Drinker Cope in 1862.
Er zijn drie soorten, een voormalige vierde soort, Phrynonax sexcarinatus, wordt tegenwoordig tot het geslacht Chironius gerekend (als Chironius quadricarinatus). De drie huidige soorten werden eerder tot andere geslachten gerekend, zoals Ahaetulla, Spilotes, Pseustes en het niet langer erkende Synchalinus.

### Soorten
Het geslacht omvat de volgende soorten, met de auteur en het verspreidingsgebied.
| Naam                   | Auteur                 | Verspreidingsgebied                                                                         |
| ---------------------- | ---------------------- | ------------------------------------------------------------------------------------------- |
| Phrynonax poecilonotus | Günther, 1858          | Mexico, Guatemala, Honduras, Belize, Nicaragua, Costa Rica, Panama, mogelijk in El Salvador |
| Phrynonax polylepis    | Peters, 1867           | Brazilië, Venezuela, Ecuador                                                                |
| Phrynonax shropshirei  | Barbour & Amaral, 1924 | Costa Rica, Panama, Colombia, Venezuela, Ecuador, Peru                                      |

## Uiterlijke kenmerken
De slangen hebben schuine rijen schubben aan de bovenzijde van het lichaam, er zijn negentien tot 27 schubbenrijen op het midden van het lichaam. De middelste drie tot negentien schubbenrijen zijn voorzien van kleine opstaande kieltjes. De anaalschub is ongedeeld, wat een verschil is met de gepaarde schub van verwante slangen.

## Levenswijze
De slangen leven in bomen en zijn te vinden in lagere bomen en in struiken op zoek naar prooidieren. Op het menu staan vooral vogels en hun eieren, daarnaast worden wel kleine zoogdieren gegeten.

## Verspreiding en habitat
De slangen komen voor in delen van Midden- en Zuid-Amerika en leven in de landen Mexico, Guatemala, Honduras, Brazilië, Venezuela, Ecuador, Belize, Nicaragua, Costa Rica, Panama, Colombia en Peru en komen daarnaast mogelijk voor in El Salvador.
De habitat bestaat uit vochtige tropische en subtropische bossen, zowel in laaglanden als bergstreken en ten slotte in savannen.

## Beschermingsstatus
Door de internationale natuurbeschermingsorganisatie IUCN is aan twee soorten een beschermingsstatus toegewezen. Beide soorten worden beschouwd als 'veilig' (Least Concern of LC).